# NGC 7835
NGC 7835 é uma galáxia espiral (S?) localizada na direcção da constelação de Pisces. Possui uma declinação de +08° 25' 38" e uma ascensão recta de 0 horas, 06 minutos e 46,7 segundos.
A galáxia NGC 7835 foi descoberta em 29 de Novembro de 1864 por Albert Marth.